# ون بیسبروک (دهانه)
ون بیسبروک یک دهانه برخوردی در ماه است.